# Namibia Catholic Youth League
Namibia Catholic Youth League (Nayacul oder NACAYL) ist ein römisch-katholischer Jugendverband in Namibia mit Hauptsitz in Windhoek. Er ist der Römisch-katholischen Kirche in Namibia angegliedert.